# Instituto Nacional de Meteorologia e Geofísica (Kap Verde)
Das Instituto Nacional de Meteorologia e Geofísica (INMG) ist der nationale meteorologische und geophysikalische Dienst der westafrikanischen Inselrepublik Kap Verde. Die Hauptverwaltung befindet sich in Espargos auf der Insel Sal.

## Geschichte
Die ersten meteorologischen Beobachtungen in der damaligen portugiesischen Kolonie Kap Verde wurden 1854 durch Fernando Maria Gama Lobo, einen Leutnant des portugiesischen Kriegsschiffs Andorinha, im Hafen von Praia auf der Insel Santiago sowie auf den Inseln São Vicente und Brava durchgeführt. 1857 wurde eine erste meteorologische Station eingerichtet und 1949 mit dem Serviço Meteorológico de Cabo Verde (SMCV) der erste meteorologische Dienst.
Nach seiner staatlichen Unabhängigkeit am 5. Juli 1975 wurde Kap Verde am 19. November 1975 Mitglied der Weltorganisation für Meteorologie (WMO). Das heutige INMG wurde am 21. August 2000 als Nachfolgeorganisation des Serviço de Meteorologia e Geofísica gegründet.